# Karl IX. (Schweden)

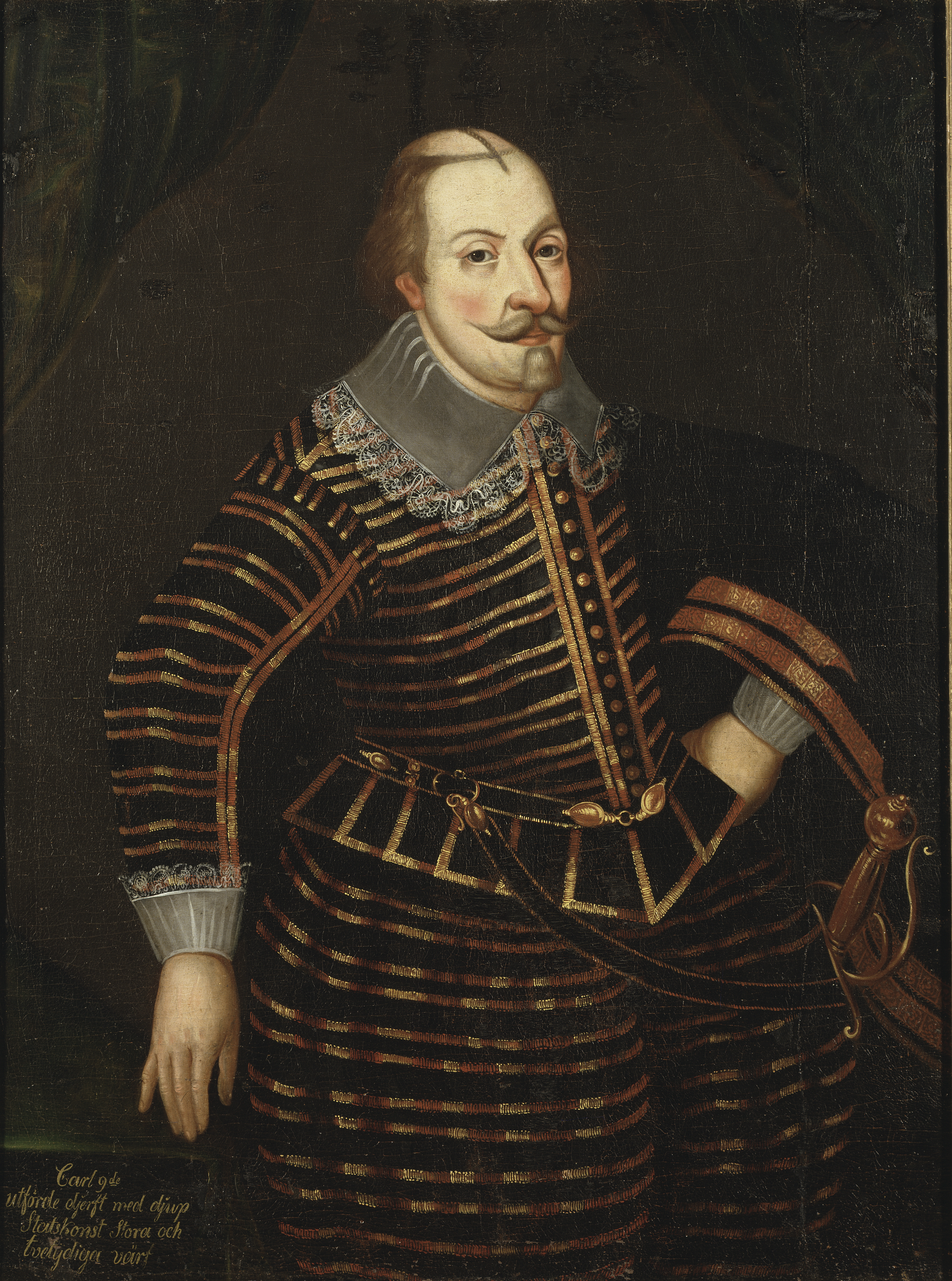
Karl IX. von Schweden

Karl IX. (* 4. Oktober 1550 in Stockholm; † 30. Oktober 1611 in Nyköping) war zunächst Reichsverweser von 1599 bis 1604, danach König von Schweden von 1604 bis 1611.
Karl IX. war der fünfte Sohn von Gustav I. von Schweden und dessen zweiter Gemahlin Margareta Eriksdotter Leijonhufvud.
Sein Krieg gegen seinen Neffen Sigismund beendete die polnisch-schwedische Personalunion (1592–1599).

## Karl als Herzog
Laut dem Testament seines Vaters sollte in Karl als Herzogtum Södermanland, Värmland sowie einige Gebiete in Närke, Västmanland und Västergötland bekommen. Solange sein Halbbruder Erik König war, konnte er sein Erbe aber nicht antreten. Der geglückte Aufstand gegen Erik XIV. 1568 war zum großen Teil sein Verdienst. Das Königreich ging an seinen Bruder Johann, doch Karls Machtstellung gewann gewaltig an Bedeutung, da er gleich 1569 sein Herzogtum in Besitz nahm.
Als Johann, verheiratet mit polnisch-litauischer Katharina Jagiellonica, begann, die Gegenreformation zu unterstützen, forderte Karl für sein Herzogtum Selbstständigkeit in religiösen Fragen. Es gab sogar Gerüchte, Karl wäre ein Kalvinist. So konnte sich in diesen Landesteilen das Luthertum weiter ausbreiten.

## Konflikt mit Sigismund
Nach dem Tode Johanns III. sah Karl neue Gefahren für das schwedische Protestantentum, da Johanns Sohn, der neue König Sigismund III. Wasa, als König des katholischen Polen auch Katholik war. Karl verbündete sich deshalb mit einigen hohen Ratsmitgliedern, mit denen er vorher noch im Streit gelegen hatte, gegen seinen Neffen. Zusammen konnten sie Sigismund 1594 bei dessen Krönung in Uppsala ein Gesetz abringen, das die Reformation sicherte.
Als sich Sigismund im Sommer 1594 daran machte, nach Polen zurückzukehren, erhielt er von Karl und von einer Gruppe von Ratsmitgliedern Vorschläge, wie Schweden während seiner Abwesenheit regiert werden sollte. Diese Vorschläge glichen sich sehr, nur dass Karl für sich den Posten eines Reichsverwesers beanspruchte, während die Ratsmitglieder Karl als gleichwertiges Mitglied in eine Regierung integrieren wollten.
Da Sigismund aus Gründen der unterschiedlichen religiösen Sichtweise weder dem Rat noch Herzog Karl die volle Regierungsmacht überlassen wollte, gab er der Regierung eine sehr unbestimmte Aufgabe. Dafür setzte er eine Reihe von Statthaltern ein, die ihre Befehle direkt von ihm aus Polen erhielten und die im Gegensatz zu früheren Vereinbarungen die katholische Kirche begünstigten. Auf Karls Veranlassung wurde 1595 ein Ständereichstag in Söderköping gehalten, bei dem er die volle Macht eines Reichsverwesers erhielt. Als er daraufhin begann, einige der trotzigsten Stadtverwalter mit Waffengewalt anzugreifen, sah sich Sigismund gezwungen, in das Geschehen einzugreifen. Ungehindert durch Karls von Joachim Scheel befehligter Flotte gelangte Sigismund im Juli 1598 mit einem Heer nach Schweden, wurde aber am 25. September 1598 in der Schlacht von Stångebro von Karl geschlagen. Sigismund reiste nach Polen zurück, nachdem er dem Frieden von Linköping zugestimmt hatte. 1599 wurde Sigismund vom Ständereichstag in Stockholm als König abgesetzt, da er gegen das Testament von Gustav I. Wasa verstoßen hatte.

## Karl IX. als König
Nach Sigismunds Absetzung schlug man diesem vor, dass sein Sohn Władysław IV. Wasa König von Schweden werden könnte, falls dieser in Schweden nach protestantischer Tradition aufwüchse. Da Sigismund nicht reagierte, wurde Karl 1600 vom Reichstag zum regierenden König ernannt. Laut Gustav Wasas Testament stand allerdings Johann von Östergötland als Sohn von Johann III. Aus dessen zweiten Ehe mit Gunilla Bielke höher in der Thronfolge als Karl. Deshalb ließ sich Karl anfänglich nur zeitweise König nennen. Erst als der minderjährige Johann 1604 seinem Anspruch öffentlich absagte, galt Karl als unangefochtener König. Die feierliche Krönung fand 1607 in Uppsala statt.
Karl hütete sich davor, dem Reichsrat einen gleichen Stellenwert wie im Mittelalter zu geben, doch respektierte er die gesetzlichen Einschränkungen der Königsmacht. Er bemühte sich um eine Erneuerung des schwedischen Rechtswesens, welche aber erst nach seiner Zeit durchgeführt wurde. Karl setzte sich für einen Ausbau des Bergbaus ein und half der Universität Uppsala zu neuer Blüte.
Außenpolitisch versuchte Karl mehrfach Livland zu erobern. Doch Sigismund konnte diese Gebiete immer wieder zurückgewinnen. Auch Karls Unterstützung für den russischen Zaren Wassili IV. blieb ergebnislos. 1611 kam es zum Kalmarkrieg mit Dänemark. Die Gründe lagen zum einen im Ehrgeiz des dänischen Königs Christian IV., und zum anderen in Schwedens Anspruch auf die norwegische Finnmark. Der Krieg wurde in der Nähe von Kalmar ausgetragen und führte zum Verlust dieser Stadt an Dänemark.
Karl IX. starb am 30. Oktober 1611 in Nyköping und liegt im Dom zu Strängnäs begraben.

## Familie
Am 11. Mai 1579 heiratete er in Heidelberg in erster Ehe Anna Maria von der Pfalz (1561–1589), die ihn zum Vater dieser Kinder machte:
- Margareta Elisabeth (* 24. September 1580; † 26. August 1585)
- Elisabeth Sabina (* 12. März 1582; † 6. Juli 1585)
- Ludwig (* 17. März 1583 Heidelberg; † 26. Mai 1583 ebd.), bestattet im Chor der Heiliggeistkirche
- Katharina (* 19. November 1584; † 13. Dezember 1638) ⚭ Pfalzgraf Johann Kasimir von Pfalz-Zweibrücken-Kleeburg
- Gustav (* 12. Juni 1587; † 4. Dezember 1587)
- Marie (* 18. Dezember 1588; † 24. April 1589)

Am 27. August 1592 heiratete er in zweiter Ehe Christine von Holstein-Gottorp (1573–1625), mit der er die folgenden Kinder hatte:
- Christina (* 26. November 1593; † 25. Mai 1594)
- Gustav II. Adolf (* 19. Dezember 1594; † 16. November 1632), König von Schweden
- Maria Elisabeth (* 10. März 1596; † 7. August 1618) ⚭ Johann von Schweden (1589–1618), Herzog von Östergötland
- Karl Filip (* 22. April 1601; † 25. Januar 1622), Herzog von Södermanland

Zudem war er Vater von Karl, Graf von Gyllenhielm.